# (1704) Wachmann
(1704) Wachmann est un astéroïde de la ceinture principale découvert le 7 mars 1924 par l'astronome allemand Karl Wilhelm Reinmuth. Le lieu de découverte est Heidelberg (024). Sa désignation provisoire était A924 EE. Il fut nommé en honneur de Arno Arthur Wachmann.